# Borja Vidal Fernández
Borja Vidal Fernández Fernández (Valdés, 25 dicembre 1981) è un ex pallamanista ed ex cestista spagnolo.

## Carriera
Ha iniziato la propria carriera sportiva come cestista, disputando il Mondiale Under-21 del 2001 con la nazionale spagnola. Nel 2005 ha deciso di ritirarsi dalla pallacanestro e un anno più tardi è diventato pallamanista. Nel 2013 ha ottenuto la cittadinanza qatariota, diventando così membro della nazionale asiatica, con cui ha conquistato l'argento ai Mondiali del 2015.